# Гигантская амейва
Гигантская амейва (лат. Ameiva ameiva) — вид ящериц из семейства тейид.
Общая длина достигает 50 см, при этом хвост составляет более половины размера. Голова вытянута, туловище стройное. Конечности крепкие и мощные. Цвет кожи у самцов в передней части туловища и головы коричневый с многочисленными чёрными пятнами, задняя часть туловища и хвост — зелёные. У самок голова и передняя часть туловища зелёные, а всё остальное коричневые или бурые. Брюхо голубоватого цвета, у молодых ящериц имеет яркий оттенок. У самцов на горле имеется красная полоса.
Обитает в тропических лесах, сухих степях, каменистых предгорьях, садах. Прячется под листьями, среди травы, под брёвнами, у корней. Питается насекомыми, земноводными, пауками, мелкими змеями.
Яйцекладущая ящерица. Самка откладывает 3—5 яиц. За сезон (март-декабрь) может быть до 2 кладок.
Вид распространён от Панамы и Колумбии до Перу, Бразилии. Также встречается на островах Карибского бассейна.